# Vincent Brousse
Vincent Brousse, né le 17 septembre 1962 à Limoges, est un enseignant, historien et homme politique français. Ses travaux portent en particulier sur l'histoire politique et sociale du Limousin du XIXe   au   XXIe siècle. Il est conseiller municipal et maire adjoint de Limoges depuis juillet 2020.

## Biographie
Fils d'un agent des postes et d'une institutrice, Vincent Brousse a passé son enfance à Compreignac. Bachelier en 1980, il a suivi une classe préparatoire l'année suivante, puis un DEUG d'histoire. Formé à l'École normale de 1982 à 1985, il a exercé le métier d'instituteur de 1985 à 1995.
Son intérêt pour l'histoire remonte à son enfance et s'est renforcé en classe préparatoire avec la lecture de Montaillou, village occitan, ouvrage illustrant une « épaisseur du temps ». Il a soutenu en 1993 un DEA d'histoire à l'université de Bordeaux-III sur le comportement et la sociabilité des socialistes et des communistes en Limousin de 1919 à 1939. Ses ouvrages écrits avec Philippe Grandcoing sur les affaires criminelles reposent sur le dépouillement des archives judiciaires, sources « parmi les plus vivantes et les plus riches pour étudier et comprendre une société », selon une remarque d'Alain Corbin.
Ayant passé l'agrégation d'histoire en 1995, il est devenu professeur au lycée Renoir de Limoges de 1995 à 1996, avant d'enseigner au collège Louise-Michel de Saint-Junien de 1996 à 2016, puis à la cité scolaire Léonard-Limosin depuis 2016. En 2020, il a obtenu à Limoges la certification de professeur de théâtre.
En 1998 et 1999, il a été conseiller historique à l'action culturelle auprès de Nicole Belloubet, alors rectrice de l'académie de Limoges. Entre 2004 et 2009, il a travaillé au service éducatif des archives départementales de la Haute-Vienne.
Vincent Brousse est père de trois filles.

## Carrière politique
Candidat en sixième position sur la liste des Verts à l'élection municipale de Limoges en mars 1989, qui a obtenu 20 % des voix, Vincent Brousse n'a pas été élu. Il est devenu conseiller municipal de cette ville en août 1990, et ce jusqu'aux élections de 1995. En mars 1992, il a été battu au deuxième tour des élections cantonales à Limoges-Vigenal, lors d'une triangulaire (716 voix, soit 20,91 % des suffrages exprimés). Aux municipales de mars 2001, il figure en cinquième position sur la liste « les Verts pour Limoges » qui obtient deux élus.
Ayant toujours milité dans la mouvance écologiste, il quitte les Verts en 2006. Vincent Brousse dit ne pas vouloir « oublier les quartiers populaires » et déplore le « contournement scolaire », catalyseur d'une « ségrégation socio-spatiale ». Il se prononce pour une écologie pragmatique, qui « n'est pas réductible à une opposition gauche-droite ».
Il est élu en juillet 2020 comme représentant de Cap21 sur une liste d'union conduite par le maire sortant Émile Roger Lombertie. Il devient adjoint au maire de Limoges, chargé du développement durable, de la démocratie participative et de la sociologie prospective des quartiers.

## Ouvrages
- 21 août 1944, Limoges libérée (film documentaire de Marc Wilmart et Patrick Denaud, FR3-Limousin /  Ville de Limoges) : conseiller historique, 1994.
- 21 août 44, Limoges libérée , avec Jean-Claude Grany, Ville de Limoges, 1994, 16 p.
- Visages du mouvement ouvrier en Limousin (avec Gilbert Beaubatie et Cyrille Bucquet), Limoges, CRDP du Limousin, 1997, 25 p.  (ISBN 2-86224-107-5)
- Un siècle militant, les lieux de la mémoire militante, (avec G.Beaubatie, D.Danthieux, Annette Marsac, S.Neguiral et alii), Limoges, CRDP du Limousin, 2001, 40 p.
- (et alii), Figures de la Haute-Vienne au temps de Napoléon Ier, Archives départementales de la Haute-Vienne, 2004, 40 p.  (ISBN 2-86087-015-6)
- Guide des noms de rues de Saint-Junien, par des élèves du collège Louise Michel, sous la direction de Vincent Brousse, avec Sylvie Chabernaud, AICARPA, 2005, 120 p.  (ISBN 2-9509798-0-7)
- Un siècle militant : engagement(s), résistance(s) et mémoire(s) au XXe siècle en Limousin, Limoges, Pulim, 2005, 262 p.  (ISBN 2-84287-338-6)
- Texte introductif au livre réédité de Jean Bourgoin, Les antitout : de l'éveil de l'industrie à la naissance douloureuse du syndicalisme, Treignac, Les Monédières, 2005, 386 p.  (ISBN 2-914848-23-4)
- 1905, le printemps rouge de Limoges, avec Dominique Danthieux et Philippe Grandcoing, Limoges, Culture et patrimoine en Limousin, 2005, 127 p.  (ISBN 2-911167-41-4)
- (it) La primavera rossa di Limoges, avec Dominique Danthieux et Philippe Grandcoing, Limoges, Culture et patrimoine en Limousin, 2006  (ISBN 978-2-911167-50-8)
- (et alii), La manufacture Ahrenfeldt, Limoges, Archives départementales de la Haute-Vienne, 2007, 64 p.  (ISBN 978-2-86087-016-0)
- Les grandes affaires criminelles des Landes, avec Philippe Berthelot, de Borée, 2011, 329 p.  (ISBN 978-2-8129-0416-5)
- (et alii), Jean-Baptiste Boudeau. Un épicier photographe des campagnes limousines (1900-1924), Limoges, Les Ardents Éditeurs, 2012, 112 p.  (ISBN 978-2-917032-39-8)
- La lavandière et le Tommy, avec Lawrence Brown, Ville de Panazol et ville de Limoges, 2018, 24 p.
- Je le confesse aujourd’hui, La bibliothèque des écrivains, SCDUL, Université de Limoges, 2014.
- Les grandes affaires criminelles de Midi-Pyrénées, avec Paul Astruc et Jean-Michel Cosson, de Borée, 2015, 376 p.  (ISBN 978-2-8129-1695-3)
- Limoges, ville humble et rebelle, avec Chanel Koehl, Alan Sutton, 2023, 192 p.  (ISBN 978-2-8138-1407-4)

Avec Philippe Grandcoing :
- Les grandes affaires criminelles de la Haute-Vienne, de Borée, 2008, 333 p.  (ISBN 978-2-84494-670-6)
- Les nouvelles affaires criminelles de Haute-Vienne, de Borée, 2009, 363 p.  (ISBN 978-2-84494-888-5)
- Les grandes affaires criminelles du Limousin, avec Jean-Marie Chevrier, de Borée, 2010, 432 p.  (ISBN 978-2-8129-0614-5)
- Les grandes affaires criminelles politiques, de Borée, 2010, 457 p.  (ISBN 978-2-8129-0155-3)
- Les grandes affaires criminelles du Lot, de Borée, 2010, 359 p.  (ISBN 978-2-8129-0063-1)
- Les nouvelles affaires criminelles de la Creuse, de Borée, 2011, 322 p.  (ISBN 978-2-8129-0324-3)
- Les nouvelles affaires criminelles du Lot, de Borée, 2012, 322 p.  (ISBN 978-2-8129-0654-1)
- Cadavre exquis. Le crime de Montplaisir – Limoges 1908 (douze auteurs), Le bruit des autres, 2012, 179 p.  (ISBN 978-2-35652-074-6)
- Les nouvelles affaires criminelles de Corrèze, de Borée, 2013, 309 p.  (ISBN 978-2-8129-0697-8)
- Les nouvelles affaires criminelles politiques, de Borée, 2013, 427 p.  (ISBN 978-2-8129-0698-5)
- Ostensions : un siècle de photographies, Limoges, Culture et patrimoine en Limousin, 2009, 127 p.  (ISBN 978-2-911167-57-7)
- La Belle Époque des pilleurs d'églises : vol et trafic des émaux médiévaux en Auvergne-Limousin, Limoges, les Ardents éditeurs, 2017, 335 p.  (ISBN 978-2-917032-68-8)
- Grandes affaires criminelles politiques de France, de Borée, 2021, 406 p.  (ISBN 978-2-8129-2743-0)
- L'affaire Barataud. Une enquête dans le Limoges des années 1920, Geste éditions, 2022, 267 p.  (ISBN 979-10-353-1552-8)

Éditions d'ouvrages (avec Ingrid Nys) :
- [Camille Leymarie], Les misérables du Limousin, par la veuve d'une victime, Limoges, Les Ardents éditeurs, 2013, 253 p.  (ISBN 978-2-917032-41-1)
- A. Clément, Le capitaine des Meurt-de-Faim : histoire limousine, Limoges, Les Ardents éditeurs, 2016, 127 p.  (ISBN 978-2-917032-65-7)
- Clément Rochel, Burgou et Bugeaud, Limoges, Ed Mégalithes, 2023,

Collaboration :
- Stéphane Capot, Jean-Michel Valade, Limousin 14-18 : un abécédaire de la Grande Guerre en Corrèze, Creuse et Haute-Vienne, Limoges, Les Ardents éditeurs, 2008, 156 p.  (ISBN 978-2-917032-10-7)
- Jean-Marc Ferrer, Être artiste dans la grande guerre, Limoges 14-18, Limoges, Les Ardents éditeurs, 2015, 192p.  (ISBN 978-2-91703-258-9)
- Sarlat, ville d’art et d’histoire,  Tronches de vie , Sarlat, service du patrimoine, 2022, 40 p.  (ISBN 978-2-9557606-5-9). (Article sur Dukercy)

## Articles
- « Saint-Junien début de siècle, l’anarchisme au pouvoir ? », avec Christian Dupuy, in Violences en Limousin à travers les siècles, textes réunis par Paul d'Hollander, Limoges, Pulim, 1998, p. 255-290.  (ISBN 9-782842-870874)
- « Léon Blum et l'inauguration du monument Pressemane le 16 mai 1937 à Saint-Léonard de Noblat », Recherche socialiste, no 15, juin 2001, p. 69-92.
- « Le village de Glane, de la "Petite Suisse" au "Petit Moscou" », in Jean Tricard (dir.), Le village des Limousins, préface d’Alain Corbin, Limoges, Pulim, 2003, p. 405-429,  (ISBN 2842872584).
- « Les monuments aux morts de 14-18, enjeux politiques et mémoriels », Revue des Lettres, sciences et arts de la Corrèze, tome 106, 2003, p. 123-142.
- Quatre notices dans Robert Chanaud (dir.), Figures de la Haute-Vienne au temps de Napoléon Ier, Conseil général de la Haute-Vienne, 2004 (Jean-Baptiste Jourdan, Martial Roche, François Rocafort, Catherine Gaillard).  (ISBN 2-86087-015-6)
- « Une identité communiste limousine ? », in Le Limousin, Pays et identités : Enquêtes d'histoire de l'Antiquité au XXIe siècle, Pulim, 2006.  (ISBN 9-782842-874100)
- « Saint-Junien, un bastion communiste en pleine guerre froide », in Cahier d’Impact, no 14, août 2006.
- « Guingouin avant Guingouin : 1935-1940 », in Marcel Parent (coord.), Communisme et Résistance de Georges Guingouin, Pantin, Le Temps des Cerises, 2007, p. 33-52  (ISBN 978-2-84109-719-7)
- « Représenter le monde de la porcelaine entre photos, dessins de presse et cartes postales. » in Archives en Limousin, n•31, janvier 2008, p. 77-83.
- « 1905, un printemps en rouge et noir à Limoges » (avec Philippe Grandcoing) , in Gavroche, n•153, janvier-mars 2008, p. 9-13.
- « Saint-Junien début de siècle, à travers trois récits distincts », Les Dossiers du Grihl [En ligne], 2 novembre 2008
- « Arnold Grob, la "success story" d'un Suisse calviniste à Limoges », in Pierre-Marc Lachaud, (dir.), Présence protestante dans l'histoire de Limoges, Limoges, Pulim, 2010.  (ISBN 978-2-84287-529-9)
- « Les socialistes en Haute-Vienne dans les années trente (1928-1932). De la reconquête », in Gilles Le Béguec (dir.), L’Histoire politique quand même !, Tulle, Ed. Mille sources, 2010. p. 55-105 ((  978-2-90974-426-1))
- « L'historien et l'histoire des droites en Limousin, un territoire en friches ? », in Robert Chanaud (dir.), Limousin, terre d'historiens, Limoges, Pulim, 2012  (ISBN 978-2-84287-574-9)
- « Une utopie anarchiste en Limousin ou Germinal, une matrice libertaire à Saint-Junien », in Utopies en Limousin. De Boussac à Tarnac, histoires d'autres possibles, Limoges, Les Ardents éditeurs, 2014  (ISBN 978-2-917032-52-7)
- « Expérience de kibboutzim en Limousin et en Quercy (1933-1935) », ibid.
- « Je le confesse aujourd'hui », in La bibliothèque des écrivains, Limoges, 2014, p. 137-142.
- « Les  Italiens en Creuse au XXe siècle Une dynamique des années 30 », avec Annette Marsac, in Compagnie Le Chat Perplexe (dir.), Cogner le granit. Italiens tailleurs de pierre en Creuse, Limoges, Les Ardents Éditeurs, 2015  (ISBN 978-2-917032-61-9)«
- « Portrait d'artiste. Dukercy », in Jean Marc Ferrer, Être artiste dans la Grande Guerre. Limoges 14-18, Les ardents éditeurs, 2015, p. 86-87  (ISBN 978-2-917032-58-9)
- « Commentaire des résultats des élections des 26 avril et 3 mai 1936 », in Dominique Danthieux (dir.), 1936, le Front populaire en Limousin : mémoire ouvrière en Limousin, Limoges, Les Ardents éditeurs, 2016  (ISBN 978-2-917032-78-7)
- « Caricatures et dessins de presse, de droite et de droite extrême, en 1936, en Limousin », ibid.
- « Le temps de la justice. Choc des temporalités, 1800-1960. Temps vécu, temps estimé, temps subi », in Robert Chanaud (dir.), Le Temps des Limousins, Limoges, Pulim, 2019.  (ISBN 978-2-842877-4-39)
- « Du plan Collin au plan Lemelle : interprétation d’un document du XVIIe siècle sur Saint-Junien » (V. Brousse)  in Archives en Limousin, no 22.
- « Le fonds photographique de la manufacture Ahrenfeldt, analyse d’une « success story » d’un entrepreneur suisse », (V. Brousse) in Archives en Limousin, no 28.
- « Femmes à l’usine, femmes au travail, fin du XIXe siècle-1914 » (avec Dominique Danthieux), in Archives en Limousin, no 39.
- « Le fonds Boudeau, une acquisition exceptionnelle de la Bibliothèque francophone multimédia de Limoges » (V. Brousse), in Archives en Limousin, no 44.
- « 1879-2011, les basculements du Sénat », Le Monde, tribune, 6 octobre 2011.